# Miss Caffeina
Miss Caffeina és una banda espanyola d'indie rock i pop formada a Madrid l'any 2006.

## Components
Alberto Jiménez (veu), Sergio Sastre (teclats, guitarra i sintetitzador), Álvaro Navarro (guitarra elèctrica) i Antonio Poza (baix elèctric). També va formar part del grup Román Méndez (bateria), que va estar des de la formació de la banda fins a gener de 2014.

## Orígens
El nom del grup ve d'una cançó del grup Buenas Noches Rose (una banda en la qual va estar Rubén Pou de Pereza) i del que Álvaro i Sergio, que són els que van muntar Miss Caffeina, n'eren seguidors. Es van conèixer en un fòrum del grup i van començar a quedar per anar a tots els concerts. En els seus orígens van ser molt actius a les xarxes socials, sent la forma de distribució de les seves EPs mitjançant la publicació directa per ells mateixos en Internet. D'aquesta forma van adquirir gran popularitat i van actuar en molts festivals sense haver gravat un disc d'estudi, fet que no va succeir fins que portessin cinc anys des que es formés el grup.

## Actualitat
La fama no els arribaria fins a 2016 amb la publicació de l'àlbum titulat Detroit., després de portar més de deu anys en actiu, i haver publicat quatre EPs i tres àlbums d'estudi (Imposibilidad del fenómeno, De polvo y flores i Detroit). La popularitat dels senzills "Mira cómo vuelo" i "Ácido" va fer que arribessin a les posicions més destacades de les llistes de les radio-fórmules espanyoles i augmentés exponencialment la seva popularitat, arribant a un públic de masses o "mainstream".

## Participació en festivals
És una banda habitual en els principals festivals d'estiu que existeixen a Espanya. Han actuat en el Sonorama Ribera d'Aranda de Duero (Burgos), Low Cost Festival de Benidorm, l'Arenal Sound de Borriana (Castelló) entre d'altres. El novembre del 2023, es va anunciar que participaria en el Benidorm Fest 2024, el concurs de preselecció del representant d'Espanya al Festival de la Cançó d'Eurovisió 2024.

## Discografia

### Àlbums
| Any  | Detalls del disc                                                                                |
| ---- | ----------------------------------------------------------------------------------------------- |
| 2010 | Impossibilitat del fenomen - Llançament: 22 de novembre de 2010 - Discogràfiques: - Gigntik S.L |
| 2013 | De pols i flors - Llançament: 5 de març de 2013 - Discogràfiques: - Warner Music Spain          |
| 2016 | Detroit - Llançament: 26 de febrer de 2016 - Discogràfiques: - Warner Music Spain               |
| 2019 | Oh Long Johnson - Llançament: 1 de març de 2019 - Discogràfiques:                               |

### EPs
| Any  | Detalls del EP                                                                 |
| ---- | ------------------------------------------------------------------------------ |
| 2007 | Destrucció creativa - Llançament: - Discogràfiques: - Independent              |
| 2008 | En Mart - Llançament: 10 de gener de 2008 - Discogràfiques: - Independent      |
| 2008 | Carrusel - Llançament: 20 de setembre de 2008 - Discogràfiques: - Independent  |
| 2009 | Magnètica - Llançament: 17 de setembre de 2009 - Discogràfiques: - Independent |

### Senzills
- Disfresses (2012)
- Gelo T (2013)
- Bon Soldat (2014)
- Atomos Dispersos (2015)
- Mira com vol (2016)
- Detroit (2016)
- Àcid (2016)
- Oh! Sana (2016)
- Ets aigua (en directe) (2017)
- Merlí (2018)
- Reina (2019)
- Pren (2019)